# いわき市立草野中学校
いわき市立草野中学校（いわきしりつ くさのちゅうがっこう）は、福島県いわき市平下神谷字宿にある市立中学校。

## 教育目標
- 自ら学び、考え、正しく判断できる生徒
- 絆を大切にし、思いやりを持って行動できる生徒
- 進んで運動し、良身ともに健康な生徒

## 交通
- JR常磐線草野駅より約420m
- 新常磐交通新舞子入口バス停より約400m